# منویل (ایندیانا)
منویل (به انگلیسی: Manville) یک منطقهٔ مسکونی در ایالات متحده آمریکا است که در شهرستان جفرسون، ایندیانا واقع شده‌است. منویل ۱۴۹٫۰۵ متر بالاتر از سطح دریا واقع شده‌است.